# Rudi Völler
Rudolf "Rudi" Völler (Hanau, 13. travnja 1960.) bivši njemački nogometni napadač i bivši trener njemačke reprezentacije. Trenutačno je direktor njemačke nogometne reprezentacije.
S Njemačkom je osvojio Svjetsko prvenstvo u nogometu – Italija 1990. godine, a kao trener vodio je njemačku momčad do srebra na Svjetskom nogometnom prvenstvu 2002. Sada radi kao sportski direktor Bayer Leverkusena. Godine 1983. dobio je nagradu za nogometaša godine u Njemačkoj.
Počeo je karijeru u 1860 München prije nego što je igrao u niželigašima pa prešao u SV Werder Bremen 1982. Godine 1987. otišao je u talijanski klub AS Roma, gdje je zaradio nadimak „Leteći Nijemac“. U dresu AS Rome osvojio je talijanski nogometni kup 1991. godine.
Godine 1992. preselio se u Olympique de Marseille, s kojim je osvojio Ligu prvaka 1993. godine. Za Olympique de Marseilleu igrao je 58 utakmica i postigao 24 gola.
Godine 1994. vratio se u Njemačku u Bayer Leverkusen. Karijeru je završio 1996. godine i započeo svoju trenersku karijeru.